# Gerardo Manuel
Gerardo Manuel Rojas Rodó (Lima, 18 de agosto de 1946-Lima, 4 de julio de 2020),conocido simplemente como Gerardo Manuel, fue un músico de rock, compositor y disc-jockey peruano, integrante de muchas bandas fundadoras del rock peruano como Los Doltons, Los Shain's, The (St. Thomas) Pepper Smelter y Gerardo Manuel y el Humo. Además, fue uno de los promotores del rock peruano, en que fue conductor de Disco Club, uno de los primeros programas dedicados a la difusión de videoclips y del rock en el Perú, además de ser el programa de videomúsica más antiguo de Latinoamérica según Billboard.

## Biografía

### Primeros años
Nació el 18 de agosto de 1946 en Breña. Su madre era cantante y su padre, marino. Comenzó de niño a coleccionar discos de música clásica. Para fines de los años cincuenta, su padre había sido promovido a Ica a donde viajó junto con su familia. Estudió en la Gran Unidad Escolar San Luis Gónzaga y tocaba el saxofón alto.

### Carrera musical
En Ica condujo el programa de radio Surf Beat 63. Formó con unos amigos un grupo al cual bautizo Los Dolton's —debido al sello de The Ventures— donde tocaba el saxofón y la batería. El grupo interpretaba temas de twist y se presentaba en emisoras de esa ciudad como Radio Independencia, Radio Constelación y Radio Carolina. A la vez que participó en un concurso de talentos local.
En 1964 regresó a Lima e ingresó a la Universidad Nacional Mayor de San Marcos. Sin embargo, no se alejó de la música y se presentaba en el El show de Sergio, que se realizaba en el auditorio del Cine Imperio, local emblemático ubicado en la cuadra 2 de la avenida Tacna. Allí se presentaron Paul Anka, Chubby Checker y Bill Haley en sus visitas a Lima. En ese mismo cine, durante una matinal, conoció a Tito Andía, Javier Román, Walter Bolarte y Fernando Bolarte con quienes fundaría Los Doltons. Llegaron a grabar el tema «El rey de los tablistas» con la composición de Gerardo Manuel dedicada a Felipe Pomar, campeón de tabla. Sin embargo, el estilo de los integrantes era melódico a diferencia de él que era más roquero. 
A fines de 1965, es invitado como solista al programa La escalera al triunfo, donde cantó los temas «La vi parada ahí» y «La amo». Luego, Enrique Ego-Aguirre (representante y padre de Pico) lo invitó a unirse al grupo Los Shain's y él aceptó, dejando Los Doltons. Con Los Shain's, estuvo de 1965 hasta 1968 grabó 4 álbumes de estudio y participó en la película mexicana Las sicodélicas. Una anécdota suya muy recordada fue cuando en 1966, durante una matinal con Los Shain's en el Cine San Felipe, tocaron el tema «El monstruo» y, mientras cantaba el intro, un sujeto increpó a su madre. Y, como lo recuerdan, un jovencísimo y enérgico Gerardo Manuel saltó del escenario a golpear al malcriado.
Luego de la separación de Los Shain's a fines de 1968, formó el grupo The (St. Thomas) Pepper Smelter, que tuvo actividad durante 1969, y luego Gerardo Manuel y el Humo entre los años 1970 y 1973. En 1974, grabó dos discos de 45 rpm. con Pax para el sello El Virrey. 
En junio de 1978, a través del canal del Estado, TV Perú (canal 7 en Lima), lanzó el primer programa dedicado a la difusión de videoclips musicales llamado Disco Club. Se emitía una vez por semana, sin embargo, para el mes de noviembre de ese mismo año, debido a la gran audiencia conseguida, comenzó a transmitir diariamente.
Logró el pico de audiencia más alto en la historia de la televisión peruana el 8 de diciembre de 1980 con 43.5 puntos de índice de audiencia cuando homenajeó al ex-Beatle John Lennon por su trágico asesinato. Disco Club se catapultó hasta el firmamento en corto tiempo debido al gran éxito que tuvieron sus dos programas antecesores: Hola patas —que emitía filmclips— y FM 7 —semanario musical—. En Disco Club que se transmitía a diario hubo difusión de videos desde rock hasta música fusión y folclore. Fue el primer programa de videos musicales a nivel mundial, ya que se inició tres años antes que apareciera la cadena internacional MTV. Transmitió hasta 1995. En la década de los noventa, reapareció pero solo en televisión por cable, ya no en señal abierta.
Durante el 2004, para celebrar sus cuarenta años de vida artística, organizó un concierto con los miembros originales de Los Shain's por primera vez en treinta y cinco años. Llegó como jurado de Starspop de Frecuencia Latina. En el 2005, llegó como locutor a la conocida emisora Z Rock & Pop.
En el 2007, relanzó Disco Club, pero bajo el formato de un blog personal, el cual es publicado por el diario El Comercio. 
En el año 2010, sufrió un derrame cerebral que casi le cuesta la vida. Sin embargo, logró recuperarse, se le diagnosticó Parkinson de contractura. Ese mismo año, recuperado su estado de salud, emitió diariamente el programa Disco Club a través de Radio Nacional del Perú. 
En marzo del 2011, lanzó oficialmente Disco Club Radio por Internet. Los seguidores del roquero identificaron rápidamente a Disco Club Radio como "la resistencia" en clara alusión a una cerrada defensa de la buena música que este género propone y su lucha con la enfermedad que lo aqueja. El 25 de julio del mismo año, el Ministerio de Cultura del Perú lo distinguió como personalidad meritoria de la cultura peruana.
En el 2012, tras haber escuchado muchos rumores sobre su muerte, hizo una aparición en el último concierto de Un Día En La Vida, banda tributo a The Beatles, junto con su hijo Álex Émerson Rojas Carpio, así como en la edición de 2019.
Durante el 2014, se ha dedicado exclusivamente a la dirección y programación de Disco Club Radio, además de la dirección del blog que lleva el mismo nombre de su radio.

### Fallecimiento
El 4 de julio de 2020, cerca de las 14:00, mediante una publicación en Facebook se dio a conocer su deceso a causa de la enfermedad de Parkinson que padecía hacía más de 10 años.

## Discografía
Los Shain's
- El ritmo de los Shain's (1965)
- Segundo volumen (1967)
- Docena tres (1968)
- Instrumental's (1968)

The (St. Thomas) Pepper Smelter:
- Soul & Pepper (1969)

Gerardo Manuel y el Humo:
- Apocallypsis (1970)
- Machu Picchu 2000 (1971)[10]
- ¿Quién es el mayor? (1973)